# Орлове (Голованівський район)
Орло́ве — село в Україні, у Підвисоцькій сільській громаді Голованівського району Кіровоградської області. Населення становить 321 осіб.
Відстань до Новоархангельська становить близько 39 км і проходить автошляхами Т 2415 та М12E50.

## Населення
Згідно з переписом УРСР 1989 року чисельність наявного населення села становила 371 особа, з яких 160 чоловіків та 211 жінок.
За переписом населення України 2001 року в селі мешкало 319 осіб.

### Мова
Розподіл населення за рідною мовою за даними перепису 2001 року:
| Мова       | Відсоток |
| ---------- | -------- |
| українська | 97,51 %  |
| вірменська | 0,93 %   |
| російська  | 0,93 %   |
| молдовська | 0,62 %   |

## Відомі люди
- Нагуєвський Дарій Ілліч[4] (26.10(08.11).1845, с. Орлово Подільської губ. Балтського пов. – 1918, Москва, Росія) — літературознавець, фахівець з історії літератури, перекладач, д-р класичної філології (1883), проф. (1883). Закінчив іст.-філол. ф-т ІНУ (1870).
- Кириленко Василь Пилипович (28 січня 1925 — 8 жовтня 1990) — учасник Німецько-радянської війни, повний кавалер ордена Слави, гвардії старший сержант, командир розрахунку мінометної роти сімдесят третього гвардійського стрілецького полку. Народився у Орловому, українець. Закінчив дев'ять класів школи, після цього працював мельником. На службі у Червоній Армії з березня 1944 року. Спочатку був навідником, надалі командиром розрахунку міномета в склав 73-го гвардійського стрілецького полку 25-ї гвардійської стрілецької дивізії. 29 серпня 1944, у ході ліквідації оточеного угруповання ворога поблизу населеного пункту Костешти (Румунія) гвардії молодший сержант Кириленко знищив близько п'ятдесяти[джерело?] ворожих солдатів і офіцерів противника з міномета. Також на честь Василя Пилиповича в селі Орлове названа вулиця, на якій він в дитинстві проживав з батьками — вулиця Кириленка.

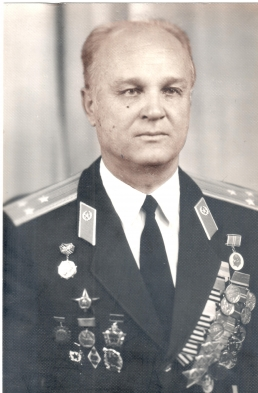
Кириленко Василь Пилипович

- Куленко Олексій Валентинович (1997—2021) — старший солдат Збройних сил України, учасник російсько-української війни.